# Arquivo do Distrito de Aveiro
O Arquivo do Distrito de Aveiro foi uma publicação periódica portuguesa, publicada trimestralmente, entre 1935 e 1976.
Esta publicação focava-se em assuntos relacionados com o distrito de Aveiro, reunindo estudos de investigação relacionados com a região de Aveiro, nas mais diversas disciplinas (geografia, geologia, etnografia, história, arqueologia, literatura, património, etc.).
Apesar da aparente semelhança do nome, esta publicação não tem qualquer relação com o Arquivo Distrital de Aveiro, tendo sido publicada de forma independente pelos seus proprietários.
Durante os 42 anos de atividade, foram publicados 42 volumes anuais.

## Ligações Externas
- «Representações digitais dos primeiros 14 volumes (1935-1948), no Internet Archive» 🔗
- «Representações textuais dos primeiros 19 volumes (1935-1953)»